# Bittiolum
Bittiolum là một chi ốc biển, là động vật thân mềm chân bụng sống ở biển trong họ Cerithiidae.

## Các loài
Các loài trong chi Bittiolum bao gồm:
- Bittiolum alternatum (Say, 1822)[2]
- Bittiolum varium (Pfeiffer, 1840)[3]